# Passalus latifrons
Passalus latifrons là một loài bọ cánh cứng trong họ Passalidae.

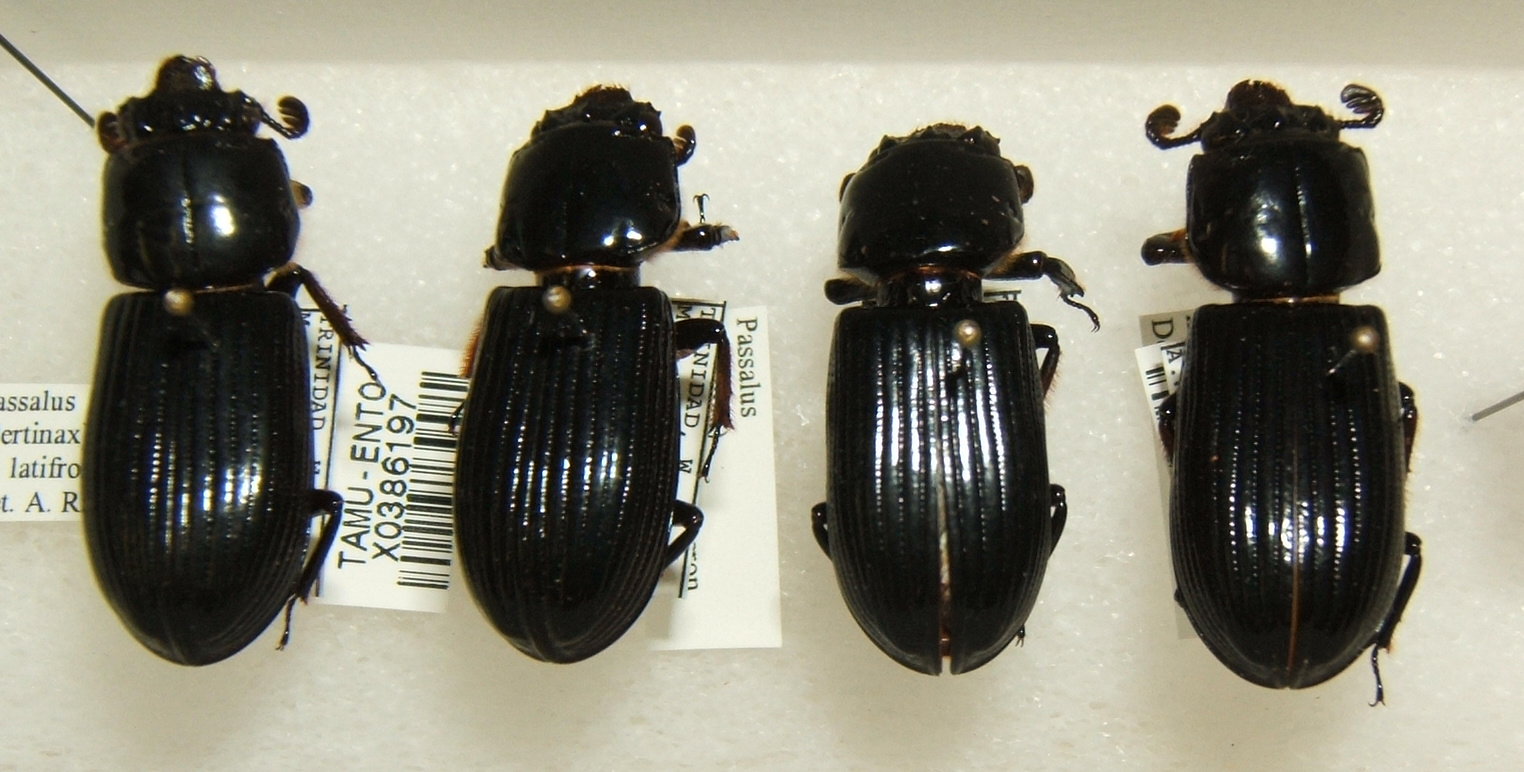
Specimen collection